# 紫毛香茶菜
紫毛香茶菜（学名：Isodon enanderianus）为唇形科香茶菜属下的一个种。